# Melanitis bernardi
Melanitis bernardi är en fjärilsart som beskrevs av Lucas 1892. Melanitis bernardi ingår i släktet Melanitis och familjen praktfjärilar. Inga underarter finns listade i Catalogue of Life.